# Verticordia capillaris
Verticordia capillaris là một loài thực vật có hoa trong Họ Đào kim nương. Loài này được A.S.George miêu tả khoa học đầu tiên năm 1991.